# حاسدونا (أغنية)
حاسدونا (nos fuinos lejos) هي أغنية للفنان الشاب حاتم عمور، الفنان المغربي تم إصدارها سنة 2017، بعد الأغنية التي حققت نجاحا باهرا رفقة الفنان الإسباني إينريكي إغليسياس.